# Billième
Billième település Franciaországban, Savoie megyében. Lakosainak száma 262 fő (2022. január 1.). Billième La Chapelle-du-Mont-du-Chat, Jongieux, Ontex, Saint-Jean-de-Chevelu és Yenne községekkel határos.

## Népesség
A település népességének változása:
| Lakosok száma | 266  | 271  | 278  | 269  | 266  | 263  | 259  | 254  | 262  |
|               | 2013 | 2015 | 2016 | 2017 | 2018 | 2019 | 2020 | 2021 | 2022 |